# Simulium heishuiense
Simulium heishuiense es una especie de insecto del género Simulium, familia Simuliidae, orden Diptera.
Fue descrita científicamente por Wen & Chen, 2006.